# Долгополе
Долгопо́ле (укр. Довгополе) — село в Белоберёзской сельской общине Верховинского района Ивано-Франковской области Украины.
Население более 1400 человек. Население по переписи 2001 года составляло 610 человек. Занимает площадь 11,6 км². Почтовый индекс — 78725.